# Jeroen Blijlevens
Jeroen Blijlevens est un coureur cycliste néerlandais, né le 29 décembre 1971 à Rijen.

## Biographie
Prometteur dès ses premières compétitions, il remporte le titre de Champion des Pays-Bas des clubs junior en 1989.
Il devient professionnel en 1994 et le reste jusqu'en 2004. Il remporte notamment quatre étapes du Tour de France, cinq étapes du Tour d'Espagne et deux étapes du Tour d'Italie. Les arrivées au sprint étaient sa spécialité.
Il devient par la suite directeur sportif de l'Équipe cycliste Stichting Rabo Women qui compte parmi ses rangs Marianne Vos et Pauline Ferrand-Prévot avant de passer dans l'équipe masculine Blanco devenue par la suite Belkin. Le 25 juillet 2013, il est licencié par son équipe pour sa prise d'EPO lors du Tour de France 1998 selon ses propres aveux.

## Palmarès

### Palmarès amateur
- 1989
  -  Champion des Pays-Bas des clubs juniors
- 1991
  - 3e du Ronde van Midden-Nederland
- 1992
  - 2e étape du Teleflex Tour
  - PWZ Zuidenveldtour
  - 3e étape du Tour du Hainaut
- 1993
  - Dorpenomloop Rucphen
  - Grand Prix de Lillers
  - 2e et 7e étapes du Ruban granitier breton
  - 1re étape du Teleflex Tour
  - 9ea étape de l'Olympia's Tour
  - 4e étape du Tour du Poitou-Charentes
  - 9e étape du Tour de l'Avenir
  - 2e de la Ster van Zwolle
  - 2e de l'Omloop van de Baronie

### Palmarès professionnel
- 1994
  - 7e étape des Quatre Jours de Dunkerque
  - 5e étape de l'Hofbrau Cup
  - 4e étape du Tour de l'Avenir
  - 3e du Circuit du Pays de Waes
  - 3e de la Flèche hesbignonne
- 1995
  - Trofeo Alcudia
  - 1re étape du Tour d'Andalousie
  - 1re et 4e étapes du Tour de Murcie
  - Ronde van Midden-Nederland
  - 6e étape du Tour de Suède
  - 5e étape du Tour de France
  - 1re et 2e étapes du Tour des Pays-Bas
  - 10e étape du Tour d'Espagne
  - 3e du Tour de la Haute-Sambre
- 1996
  - Trofeo Palma de Mallorca
  - 5e et 7e étapes des Quatre Jours de Dunkerque
  - Prologue, 1re, 2e, 3eb et 5e étapes du Tour de Bavière
  - 5e étape du Tour de France
  - 5e étape du Tour d'Espagne
- 1997
  - 2e étape des Trois Jours de La Panne
  - 2e et 3e étapes du Circuit de la Sarthe
  - Veenendaal-Veenendaal
  - 4e étape des Quatre Jours de Dunkerque
  - 5e étape du Tour des Asturies
  - 1re étape du Tour de Bavière
  - 1re étape de la Route du Sud
  - 6e étape du Tour de France
  - 3e de la Continentale Classic
- 1998
  - 1re étape du Tour de Murcie
  - 4e étape de la Semaine catalane
  - 2e étape des Trois Jours de La Panne
  - 1re étape de la Bicyclette basque
  - 1reb, 3e et 5e étapes du Tour de Suède
  - 4e étape du Tour de France
  - 1re et 2e étapes du Tour des Pays-Bas
  - 2e et 5e étapes du Tour d'Espagne
  - 2e du Grand Prix de Denain
- 1999
  - Trofeo Palma de Mallorca
  - Nokere Koerse
  - Grand Prix de l'Escaut
  - Grand Prix de Denain
  - 3ea étape du Tour de Romandie
  - 3e et 7e étapes du Tour d'Italie
  - 5e étape du Tour de Castille-et-León
  - 2e étape du Tour de Galice
  - Dwars door Gendringen
  - 1re et 5e étapes du Tour des Pays-Bas
  - 21e étape du Tour d'Espagne
  - 2e du Mémorial Rik Van Steenbergen
- 2000
  - 1re étape des Trois Jours de La Panne
  - 2e du Grand Prix de l'Escaut
- 2001
  - 2e du Grand Prix de l'Escaut
- 2003
  - Ruddervoorde Koerse
  - 3e du Samyn

## Résultats sur les grands tours

### Tour de France
6 participations
- 1995 : abandon (7e étape), vainqueur de la 5e étape
- 1996 : 128e, vainqueur de la 5e étape
- 1997 : 126e, vainqueur de la 6e étape
- 1998 : abandon (18e étape), vainqueur de la 4e étape
- 2000 : 124e, puis exclu (21e étape)
- 2001 : abandon (9e étape)

### Tour d'Italie
4 participations
- 1998 : hors délais (6e étape)
- 1999 : non partant (19e étape), vainqueur des 3e et 7e étapes,  maillot rose pendant 2 jours
- 2000 : 98e
- 2001 : 99e

### Tour d'Espagne
5 participations
- 1995 : abandon (14e étape), vainqueur de la 10e étape
- 1996 : 100e, vainqueur de la 5e étape
- 1998 : non partant (14e étape), vainqueur des 2e et 5e étapes
- 1999 : 114e, vainqueur de la 21e étape
- 2002 : abandon (13e étape)

## Faits divers
À la suite des incidents sur le Tour de France 2000 qui ont amené les organisateurs du tour à l'exclure du classement général — Jeroen Blijlevens avait frappé l'Américain Bobby Julich à l'arrivée de la dernière étape sur les Champs-Élysées — la commission de discipline de l'UCI le suspendit pour une période d'un mois en février 2001.

## Distinctions
- Cycliste néerlandais de l'année : 1996